# ورجتا
ورجتا (به پرتغالی: Varjota) یک شهرستان برزیل در برزیل است که در سئارا واقع شده‌است.